# 275786 Bouley
275786 Bouley è un asteroide della fascia principale. Scoperto nel 2001, presenta un'orbita caratterizzata da un semiasse maggiore pari a 2,3415418 UA e da un'eccentricità di 0,2227452, inclinata di 2,09702° rispetto all'eclittica.